# Katastrofa lotu First Air 6560
Katastrofa lotu First Air 6560 wydarzyła się 20 sierpnia 2011 roku. Był to lot czarterowy z Yellowknife do Resolute, który obsługiwał Boeing 737-200 o znakach C-GNWN. Samolot rozbił się około 2 kilometrów od miasteczka Resolute, które znajduje się na terytorium Nunavut, na północnym zachodzie Kanady. Spośród piętnastu osób na pokładzie dwanaście zginęło, a trzy zostały ranne, w tym jedna siedmioletnia dziewczynka.
Ostatni kontakt z załogą został nawiązany o godzinie 12:40 czasu lokalnego. W tym czasie samolot znajdował się ok. 8 km od portu lotniczego w Resolute. Po ok. 10 minutach samolot rozbił się o ziemię.

## Samolot
Samolot, który brał udział w zdarzeniu, to Boeing 737-210C o znakach rejestracyjnych C-GNWN. Samolot w swój pierwszy lot wzbił się 2 maja 1975. 14 maja 1975 został dostarczony do linii Wien Air Alaska. Samolot do dnia katastrofy wylatał ok. 86 tys. godzin, gdzie wykonał ok. 62 tys. cykli. Samolot napędzały dwa silniki odrzutowe Pratt & Whitney JT8D.

## Katastrofa
Samolot z jedenastoma pasażerami oraz czteroosobową załogą uległ katastrofie podczas podejścia do lądowania na lotnisko w mieście Resolute, zabijając 12 osób. Podczas podejścia nad lotniskiem panowały złe warunki pogodowe. Maszyna uderzyła we wzgórze i się rozpadła. W tym samym czasie Kanadyjskie Siły Zbrojne przeprowadzały ćwiczenia w pobliżu miejsca katastrofy. W wyniku katastrofy ćwiczenia przerwano.

## Dochodzenie
Przyczyny katastrofy badała Kanadyjska Rada Bezpieczeństwa Transportu. Badacze rozpoczęli dochodzenie natychmiast, gdyż znajdowali się na terenach, na których toczyły się ćwiczenia wojskowe.
5 stycznia 2012 komisja prowadząca śledztwo opublikowała wstępny raport ze zdarzenia. Według wstępnych ustaleń w momencie katastrofy samolot był skonfigurowany do lądowania, oba silniki działały, a na 2 sekundy przed uderzeniem w ziemię załoga rozpoczęła procedurę odejścia na drugi krąg.
25 marca 2014 został opublikowany raport końcowy kanadyjskiej komisji. Wypadek samolotu First Air oficjalnie zakwalifikowano jako CFIT (kontrolowany lot ku ziemi). Ustalono, że samolot w końcowej fazie podejścia, pomimo sprawnie działającego lotniskowego systemu naprowadzania ILS, rozbił się na wzgórzu oddalonym o 2 km na prawo od osi pasa. Jako prawdopodobną przyczynę zejścia z zakładanego kursu określono nieumyślne poruszenie sterownicą przez osobę w kokpicie, które spowodowało niezauważoną przez załogę zmianę trybu pracy autopilota.
Wśród najważniejszych przyczyn katastrofy raport wskazuje również zbyt późne wejście na ścieżkę zniżania, co spowodowało rozproszenie uwagi pilotów w krytycznym momencie, jak i ewidentny błąd w zarządzaniu zasobami załogi: drugi pilot, pomimo świadomości odchylenia od prawidłowego kierunku lotu, poza komunikacją werbalną nie podjął żadnych działań w celu naprawienia sytuacji. Co zdumiewające, nagranie z rejestratora rozmów w kokpicie ujawniło, iż podczas końcowego podejścia pierwszy oficer informował kapitana kilkanaście razy o odchyleniu kursu od ścieżki wyznaczonej przez sygnał systemu ILS, jednak żadna reakcja w tym czasie nie została podjęta. Procedura odejścia na drugi krąg została wszczęta dopiero w momencie, gdy rozległ się alarm systemu GPWS. Do katastrofy przyczyniła się również awaria radiokompasu kapitana (aczkolwiek zarówno wskazania GPS, jak i ILS były prawidłowe).

## Narodowość pasażerów i załogi
| Kraj   | Pasażerowie | Załoga | Razem |
| ------ | ----------- | ------ | ----- |
| Kanada | 12          | 3      | 15    |
| Razem  | 12          | 3      | 15    |